# اوزگه اوزل
اوزگه اوزل (انگلیسی: Özge Özel؛ زادهٔ ۵ مارس ۱۹۹۱) بازیکن فوتبال اهل ترکیه است.
وی همچنین در تیم‌های ملی فوتبال Turkey women's national under-17 football team و Turkey women's national under-19 football team بازی کرده‌است.